# Hermann Neddenriep
Hermann Neddenriep (* 2. August 1904 in Elferdingen, Landkreis Fallingbostel; † 29. September 1988 in Fallingbostel) war ein niedersächsischer Politiker (DP) und Mitglied des Niedersächsischen Landtages.
Nach dem Besuch der Volksschule legte Neddenriep sein Abitur am Realgymnasium in Hannover ab. Er besuchte die Universitäten Göttingen und Leipzig. Er wurde 1925 Mitglied der Burschenschaft Frisia Göttingen, der er zeitlebens angehörte.
Am 30. August 1937 beantragte er die Aufnahme in die NSDAP und wurde rückwirkend zum 1. Mai desselben Jahres aufgenommen (Mitgliedsnummer 5.688.554).
1948 wurde er Vorsitzender des Landkreistages und wurde im gleichen Jahr Landrat des Kreises Fallingbostel. Neddenriep wurde zum Mitglied des Niedersächsischen Landtages in der zweiten bis vierten Wahlperiode vom 6. Mai 1951 bis 5. Mai 1963 gewählt. Er war stellvertretender Vorsitzender der DP-Landtagsfraktion vom 11. Mai 1959 bis 28. März 1962 und Vorsitzender des Ausschusses für Forstangelegenheiten vom 13. Oktober 1952 bis 5. November 1953. Ferner war er Vorsitzender des Sonderausschusses Sturmflutkatastrophe vom 9. Mai 1962 bis 5. Mai 1963. Neddenriep gehörte vom 6. Mai 1951 bis 5. Mai 1959 der DP/CDU-Fraktion, bis 28. März 1962 der DP-Fraktion und ab 29. März 1962 CDU-Fraktion an.